# 熱尼夫
49°50′39″N 24°30′11″E / 49.84417°N 24.50306°E
熱尼夫（烏克蘭語：Женів），是烏克蘭西部的村莊，隸屬利維夫州的佐洛奇夫區。該村面積0.69平方公里，人口為246人，人口密度每平方公里355.49人。